# Acacia eremophiloides
Acacia eremophiloides là một loài thực vật có hoa trong họ Đậu. Loài này được Pedley & P.I.Frost. miêu tả khoa học đầu tiên.